# Tvrtko
Tvrtko (von serbokroatisch Твртко tvrt für hart, stark, fest) ist ein männlicher Vorname.

## Bekannte Namensträger
- Tvrtko I. Kotromanić (1338–1391),  von 1377 bis 1391 erster König von Bosnien
- Tvrtko II. Kotromanić (um 1380–1443), von 1404 bis 1409 und nochmals von 1421 bis 1443 König von Bosnien

- Tvrtko Jakovina (* 1972), kroatischer Historiker
- Tvrtko Kale (* 1974), kroatischer Fußballspieler
- Tvrtko Kulenović (* 1935), bosnischer Schriftsteller
- Tvrtko Švob (1917–2008), jugoslawischer bzw. kroatischer Biologe
- Tvrtko Vujity (* 1972), ungarischer Journalist und Schriftsteller kroatischer Herkunft